# Eriococcus cypraeaeformis
Eriococcus cypraeaeformis är en insektsart som beskrevs av Fuller 1897. Eriococcus cypraeaeformis ingår i släktet Eriococcus och familjen filtsköldlöss. Inga underarter finns listade i Catalogue of Life.